# Gothátya
Gothátya románul: Gothatea, falu Romániában, Erdélyben, Hunyad megyében.

## Fekvése
Marosillyétől északnyugatra fekvő település.

## Története
Gothátya, Kúthátja nevét 1418-ban v. volahalis Kwthathya néven említette először oklevél. A későbbiekben nevét több változatban is említették az írásos források, így: 1468-ban p. Kuthathia, 1733-ban Gotthadgya, 1750-ben Korrhatia [Gthatia], 1760–1762 között Godhátya, 1805-ben Gothátja, 1808-ban Gotháttya ~ Godhátya, 1861-ben és 1913-ban Gothátya néven volt említve.
1493-ban p. Kwthhathya néven Illye város birtoka volt. 1493-ban Illyei néhai  Dienesi András fia Dénes  Kwthhathya részét zálogba adta Rékási Csarnai Mihálynak. 1577-ben  Illye várossal együtt Bethlen Farkas, később pedig Bethlen Gábor birtokai közé tartozott.
A trianoni békeszerződés előtt Hunyad vármegye Marosillyei járásához tartozott. 1910-ben 522 lakosából 511 román, 11 magyar volt. Ebből 511 görögkeleti ortodoc, 11 római katolikus volt.

## Nevezetességek
- 17-18. századi ortodox fatemploma a romániai műemlékek jegyzékében a HD-II-m-A-03321 sorszámon található.[1]